# مینامی نو تسوبانه
می‌نامی نو تسوبانه (به ژاپنی: 南の局 みなみのつぼね) (تولد نامشخص –مرگ نامشخص) یکی از زنان ژاپنی، در دوره آزوچی-مومویاما تا اوایل دوره ادو بود. وی دختر صاحب قلعه توتوری بود. در سال ۱۵۸۰ میلادی در پی تهاجم هیده‌یوشی به قلعه شیکانو یکی از همسران غیر اصلی تویوتومی هیده‌یوشی شد. در آن زمان پدر وی به تابعیت خاندان موری درآمده بود و زن و فرزندان وی در قلعه شیکانو گروگان خاندان موری بودند. پس از سقوط قلعه توسط هیده‌یوشی وی به همراه خانواده‌اش توسط هیده‌یوشی از خاندان موری ربوده شد.